# Korkeasaari (ö i Finland, Norra Österbotten, Koillismaa, lat 65,92, long 29,57)
Korkeasaari är en ö i Finland. Den ligger i sjön Piiksiselkä och i kommunen Kuusamo i den ekonomiska regionen  Koillismaa ekonomiska region  och landskapet Norra Österbotten, i den nordöstra delen av landet, 700 km norr om huvudstaden Helsingfors. Öns area är 31,9 hektar och dess största längd är 1,1 kilometer i sydväst-nordöstlig riktning.